# گودکلر (قبادلی)
گودکلر (ترکی آذربایجانی: Gödəklər) یک منطقهٔ مسکونی در جمهوری آرتساخ است که در استان کاشاتاق واقع شده‌است.